# Kurt Häntzschel
Kurt Häntzschel (geboren 13. Juli 1889 in Berlin; gestorben 10. Januar 1941 in Rolândia, Brasilien) war ein deutscher Verwaltungsjurist und Presserechtler.

## Leben
Kurt Häntzschel war ein Sohn von Emil Häntzschel, Professor an der Technischen Hochschule Charlottenburg. Er besuchte das Joachimsthaler Gymnasium und begann Rechtswissenschaft und Volkswirtschaftslehre an der Ruprecht-Karls-Universität Heidelberg und der Universität Leipzig zu studieren. Nachdem er als Fuchs im Corps Suevia Heidelberg ausgeschieden war, wurde er im Wintersemester 1908/09 im Corps Lusatia Leipzig aktiv. Als Inaktiver wechselte er an die Universität Grenoble, die University of Oxford und die Friedrich-Wilhelms-Universität Berlin. Nach dem Ersten Staatsexamen am 16. März 1912 promovierte er am 24. Juli 1912 in Leipzig zum Dr. iur. Das Referendariat leistete er am Kammergericht ab.
Im Ersten Weltkrieg war er zunächst Bootsoffizier des Freiwilligen Motorboot-Korps in der Österreichisch-Deutschen Bodenseeflottille. Von April bis Oktober 1916 kämpfte er an der Ostfront (Erster Weltkrieg). Danach wurde er in den Kriegsausschuss für Öle und Fette GmbH und an die handelspolitische Abteilung der Kaiserlichen Botschaft in Stockholm berufen.
Nach der Assessorprüfung am 31. März 1919 wechselte er von der Rechtspflege in die innere Verwaltung des Freistaats Preußen. Seit Ende 1919 Regierungsassessor in Berlin, verwaltete er 1920 das Landratsamt des Kreises Bublitz und des Kreises Jerichow. 1921 wurde er Landrat im Landkreis Jerichow II.

### Berlin
In das Reichsinnenministerium berufen, war er zuständig für Presse, Rundfunk und Film. Er war Gründungsmitglied und mit Ernst Heilmann heimlicher Kapitaleigner und Aufsichtsratsvorsitzender der Buch und Presse AG (später: Dradag), die das sich gerade erst entwickelnde Rundfunkprogramm politisch kontrollieren und gestalten wollte. Im September 1925 wurde er aus politischen Gründen in der Dradag von Erich Scholz abgelöst. Häntzschel war der für die Anfangszeit des Rundfunks entscheidende Rundfunkrechtler. Ab 1929 war er auch Dozent für Presserecht an der Friedrich-Wilhelms-Universität Berlin und Leiter der Rechtsabteilung des dortigen Deutschen Instituts für Zeitungskunde. Im  Internationalen Journalistenverband war er Vorsitzender der Preßrechtskommission. Ab 1929 war er Leiter der Politischen Abteilung des Innenministeriums und Vorsitzender des Ausschusses für Presserechtsreform, dessen Arbeit 1932 eingestellt wurde. Häntzschel war Mitglied der Deutschen Demokratischen Partei (DDP) und in dieser zwischen 1925 und 1930 in den Parteiausschuss gewählt. Er war Mitglied der Deutschen Gesellschaft 1914 und der Internationalen Vereinigung für Rechts- und Wirtschaftsphilosophie.
Häntzschel erkannte die Gefahr des Nationalsozialismus und erstellte im Reichsinnenministerium Denkschriften, die die Verfassungswidrigkeit der NSDAP bewiesen. Als Häntzschel beim Ulmer Reichswehrprozess als Gutachter für das Reichsinnenministerium auftreten wollte, wurde dies vom Reichsjustizminister Johann Viktor Bredt und Reichskanzler Heinrich Brüning hintertrieben.
Mit dem Preußenschlag und der Bildung des Kabinetts Papen wurde Häntzschel 1932 aus politischen Gründen von seinen Funktionen entbunden. Nach dem Wahlsieg der NSDAP bei der Reichstagswahl März 1933 wurde er gemäß dem Gesetz zur Wiederherstellung des Berufsbeamtentums entlassen. Er war noch Treuhänder beim Mosse-Verlag, wurde aber aus dieser Funktion vertrieben und kurzzeitig inhaftiert.
1935 ging er nach Wien zum Neuen Wiener Journal und wurde mit Frau und seinen drei Kindern in Deutschland nach dem Gesetz über den Widerruf von Einbürgerungen und die Aberkennung der deutschen Staatsangehörigkeit ausgebürgert. Am 30. November 1938 wurde ihm der Doktorgrad aberkannt. Am 11. Juni 1935 wurde ihm die deutsche Staatsbürgerschaft entzogen. Ihm und seiner Familie wurde die österreichische Staatsbürgerschaft gewährt.

### Emigration
Er emigrierte 1937 auch aus dem ständestaatlichen Österreich und kaufte eine Fazenda im deutschbrasilianischen Rolândia im brasilianischen Bundesstaat Paraná. Mit seinem Bruder geriet er dort in wirtschaftliche Schwierigkeiten. Beide wurden 1941 bei einer Versammlung ihrer Landarbeiter erschossen.

## Bedeutung
Häntzschel befasste sich mit den Notverordnungen und dem Verband der kämpfenden Gottlosen. Seine Publikationen zum Presserecht wurden noch in den 1970er Jahren vom Bundesverfassungsgericht und den obersten Bundesgerichten bei der Urteilsfindung herangezogen. Seine Kritik am Artikel 118 der Weimarer Verfassung führte im Grundgesetz der Bundesrepublik Deutschland zur Formulierung der Meinungsfreiheit im Artikel 5 GG, der nun auch die Pressefreiheit umfasst.

## Schriften (Auswahl)
- Die politischen Notverordnungen zum Schutz von Volk und Staat vom 28. Februar 1933, gegen Verrat am deutschen Volke und hochverräterische Umtriebe vom 28. Februar 1933, zum Schutze des deutschen Volkes vom 4. Februar 1933, zur Erhaltung des inneren Friedens vom 19. Dezember 1932, über die Auflösung der kommunistischen Gottlosenorganisationen vom 3. Mai 1932, mit den Ausführungsbestimmungen des Reichs und der Länder. Berlin: Stilke, 1933
- Boris Sergeevič Mirkin-Gecevič: Das sowjetrussische Pressrecht. 1931
- Gesetz zum Schutze der Republik (Reichsgesetz vom 25. März 1930 - RGBl. I S. 91): mit den Ausführungsbestimmungen des Reichs und der Länder ; unter besonderer Berücksichtigung der Rechtsprechung. 1930
- Urheberrecht, einschließlich Verlags-, Press-, Theater-, Film- und Funkrecht. 1928
- Das deutsche Preßrecht. Berlin: G. Stilke, 1928
- Reichspressgesetz und die übrigen pressrechtlichen Vorschriften des Reichs und der Länder. Carl Heymanns Verlag, Berlin 1927
- Der verantwortliche Schriftleiter. 1927